# Escudo de Guyana
En el escudo de armas de Guyana figuran, en un campo de plata, tres ondas de azur que representan a los ríos y mares del país. Las tres ondas están surmontadas por la figura de la Victoria amazónica situada en el jefe. En la punta un  hoatzín (Opisthocomus hoazin) en colores naturales, otro de los símbolos nacionales.
El escudo está sostenido por dos figuras (soportes, en terminología heráldica) de jaguares que portan un pico, una caña de azúcar y un tallo de arroz que simbolizan de las industrias del arroz y el azúcar de Guyana.
Timbra un yelmo de oro con burelete y lambrequín, estos dos últimos elementos en plata y azur; y una cimera con forma de tocado amerindio, símbolo de la población indígena, con dos diamantes a los lados que representan la industria minera.
En la parte inferior figura, en una cinta de plata, el lema nacional en inglés escrito con letras de sable: “One People, One Nation, One Destiny“ (“Un Pueblo, una Nación, un Destino”).

## Evolución histórica del escudo

Escudo de armas de Guayana Británica (1875-1906)
Escudo de armas de Guayana Británica (1906-1955)
Escudo de armas de Guayana Británica (1955-1966)